# Diplazium heterocarpum
Diplazium heterocarpum är en majbräkenväxtart som beskrevs av Ren-Chang Ching.
Diplazium heterocarpum ingår i släktet Diplazium och familjen Athyriaceae. Inga underarter finns listade i Catalogue of Life.